# Ipolit Strâmbu
Ipolit Strâmbescu (également orthographié Hipolit, Strâmbu, Strâmbulescu), né le 18 mai 1871 à Bratilovu et mort le 31 octobre 1934 à Bucarest, est un peintre roumain.

## Biographie

### Enseignement
Ipolit Strâmbu a pour élève Virginia Andreescu Haret, devenue la première femme diplômée en architecture en Roumanie.

## Œuvre

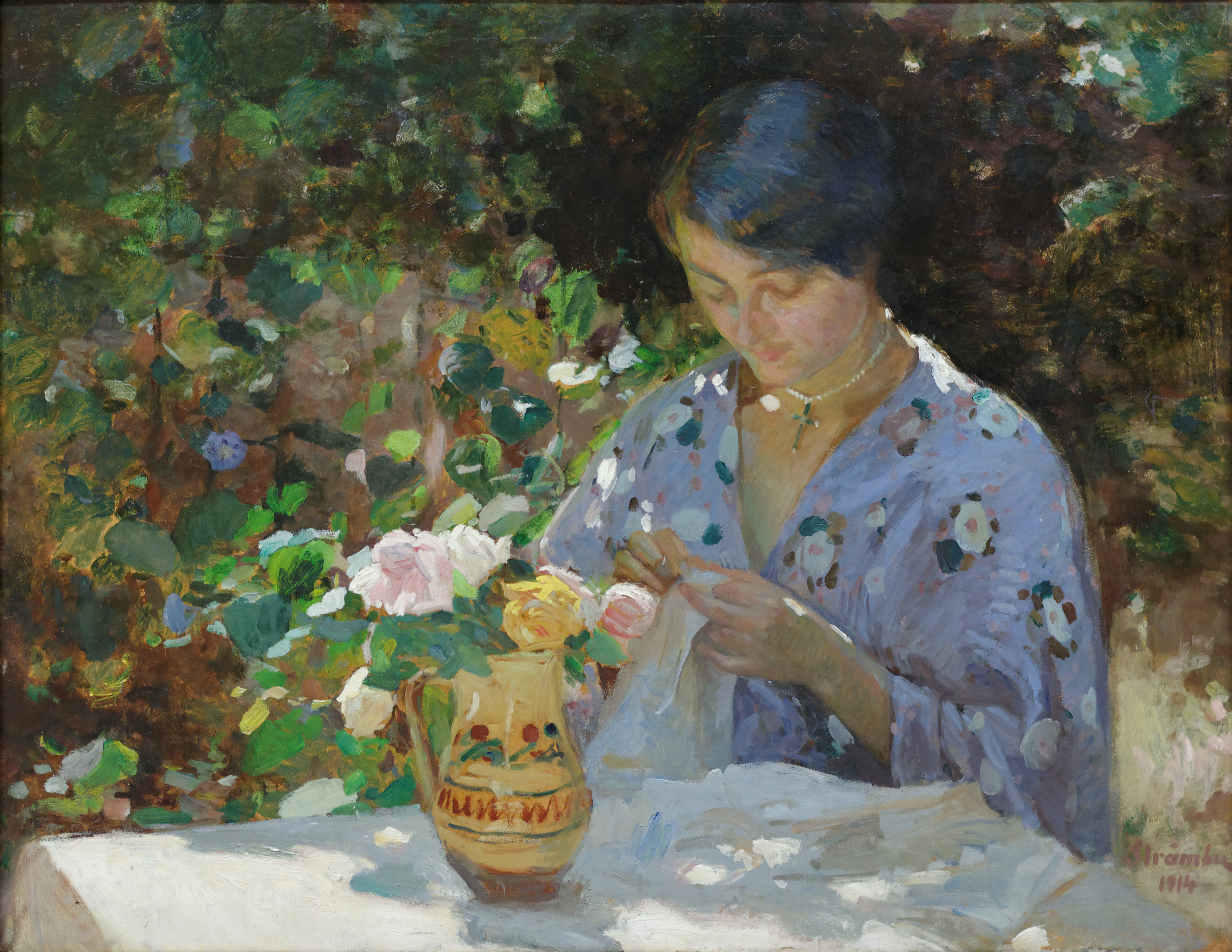
Femme cousant dans le jardin, 1914